# 岭东乡
岭东乡，是中华人民共和国江西省宜春市万载县下辖的一个乡镇级行政单位。

## 行政区划
岭东乡下辖以下地区：
柴田村、小关村、东山村、田心村、蓝田村、苏溪村和荷岭村。